# Нет-лейбл
Нет‑лейбл, нетлейбл, сетевой лейбл, интернет-лейбл (от англ. net label или netlabel) — лейбл звукозаписи, который распространяет и продаёт свою музыкальную продукцию в виде цифровых аудиофайлов (таких как MP3, Ogg Vorbis, FLAC). Сетевые лейблы схожи с традиционными лейблами, распространяющими компакт‐диски либо грампластинки; отличие заключается в том, что музыка веб‐лейбла не имеет физического носителя. Некоторые сетевые лейблы также высылают за отдельную плату (например, подписчикам) и диски.
Обычно интернет-лейбл — это некоммерческая организация, которая предоставляет возможность познакомиться с музыкой, слабо представленной или вообще не представленной на традиционном музыкальном рынке: в магазинах, на радиостанциях, телевизионных шоу и пр. Поскольку интернет-лейбл не требует значительных расходов и времени на поддержку, часто они организованы и работают под управлением небольшой группы лиц, или даже одного человека, что, однако, не подразумевает низкое качество музыкального материала.
Учитывая, что в последнее время традиционный музыкальный бизнес находится в глубоком кризисе, новые способы распространения музыки получают всё большую популярность.

## История
С появлением сжатого музыкального формата MP3, имеющего значительно меньший объём и пригодного для передачи по компьютерным сетям, и ростом популярности Интернета появилось большое количество музыки, распространяемой свободно и бесплатно, начали появляться сайты, занимающиеся поиском и публикацией подобной музыки. Скопировав подход рекорд-лейблов, и применив его к распространению цифровых копий музыкальных записей, появились первые интернет-лейблы, сначала в США, затем и в других странах, в том числе и в России.
Поскольку исторически большое количество музыки, распространяемой свободно, относилось к электронным жанрам, то первые интернет-лейблы занимались в основном распространением именно электронной музыки. В настоящий момент также довольно распространены лейблы, занимающиеся альтернативной и инди-музыкой, то есть такой, для создания которой необязательны крупные вложения